# Nelson Margetts
Nelson Emery Margetts (* 27. Mai 1879 in Salt Lake City, Utah; † 17. April 1932 in San Francisco, Kalifornien) war ein US-amerikanischer Polospieler und Offizier.

## Erfolge
Nelson Margetts schloss 1909 seine Militärausbildung ab und stieg innerhalb der United States Army rasch auf. Von 1916 bis 1917 diente er als Aide-de-camp von General John Pershing und bekleidete bereits ein Jahr später den Rang eines Colonel in der Artillerie. In den Jahren 1927 bis 1929 war er im Inspectors General Department tätig. 1930 erfolgte schließlich seine ehrenvolle Entlassung aus dem Militärdienst.
Eine große Leidenschaft Margetts’ war der Polosport, in dem er sowohl in seiner Heimat als auch im Fernen Osten zahlreiche Turniere gewann. Bei den Olympischen Spielen 1920 in Antwerpen gehörte er zur US-amerikanischen Polomannschaft, die außerdem aus Arthur Harris, Terry de la Mesa Allen und Jack Montgomery bestand. Nach einer 3:13-Niederlage in der ersten Partie gegen Spanien gelang den US-Amerikanern gegen Belgien ein 8:3-Erfolg, wodurch sie sich die Bronzemedaille sicherten. Margetts bestritt beide Partien auf der Position der Nummer 4.